# Maurizio Zamparini
Maurizio Zamparini, född 9 juni 1941 i Bagnaria Arsa, Friuli-Venezia Giulia, död 1 februari 2022 i Cotignola, Emilia-Romagna, var en italiensk affärsman som bland annat var ägare och manager för fotbollslaget US Città di Palermo. Hans ekonomiskt viktigaste affärsverksamhet var varuhuskedjan Emmezeta (uppkallad efter hans initialer M.Z.) som han grundade på 1970-talet.
Han avled i sviterna av en bukhinneinflammation den 1 februari 2022, vid en ålder av 80.